# Каскете, Абель
Абель Альберто Каскете Родригес (исп. Abel Alberto Casquete Rodríguez; родился 8 августа 1997 года в Гуаякиле) — эквадорский футболист, полузащитник перуанского клуба «Лос Чанкас».

## Клубная карьера
Каскете — воспитанник аргентинского клуба «Ривер Плейт». 18 июля 2015 года в матче против «Атлетико Рафаэла» он дебютировал в аргентинской Примере.
В начале 2017 года в поисках игровой практики Абель вернулся на родину, подписав контракт с «Барселоной» из родного города. 11 марта в матче против «Ривер Эквадор» он дебютировал в эквадорской Примере. В этом же поединке Каскете забил свой первый гол за «Барселону».
В том же году Каскете вернулся в «Ривер Плейт», но сразу же был отдан в аренду в «Универсидад Католику».

## Международная карьера
В 2013 году Каскете принял участие в юношеском чемпионате Южной Америки в Аргентине. На турнире он сыграл в поединках против команд Аргентины, Венесуэлы и Парагвая.